# Cheryl (sångerska)
Cheryl Ann Tweedy, känd under artistnamnet Cheryl, född 30 juni 1983 i Newcastle-upon-Tyne, är en brittisk sångerska, både som soloartist och som medlem i tjejbandet Girls Aloud som skapades 2002 i TV-programmet Popstars på ITV i Storbritannien.

## Biografi
Cheryl Tweedy är uppväxt i en arbetarklassfamilj i arbetarstaden Newcastle. 
I unga år var Cheryl Cole mannekäng vid modevisningar; hon dansade balett och prövade på skådespeleri. Hon vann flera lokala skönhetstävlingar i Newcastle. 2002 deltog hon i den brittiska upplagan av Popstars: the Rivals vilket gav henne en rivstart på karriären. I finalen fick hon flest röster vid uttagningen till tjejgruppen Girls Aloud. Girls Aloud är en av få grupper skapade i en realityserie som lyckats bli riktigt framgångsrika ur ett ekonomiskt perspektiv. Fram till maj 2008 hade de gjort sig en förmögenhet på 25 miljoner pund på sitt artisteri. Under 2009 bestämde de att de skulle ta en paus och fokusera på deras solokarriärer. Cole slog igenom med hennes första solosingel, "Fight for This Love", som blev en stor hit i hemlandet där hypen kring hennes person är omfattande. Den 20 mars 2013 splittrades gruppen Girls Aloud.
Cheryl Cole var från 2006 till 2010 gift med fotbollsspelaren Ashley Cole som då spelade för Chelsea och engelska landslaget. Den 7 juli 2014 gifte hon om sig med fransmannen Jean-Bernard Fernandez-Versini, men även det äktenskapet tog slut i december 2015 då paret bestämde sig för att skiljas. 
Hon levde senare med artisten Liam Payne och har med honom en son född 2017.  
Hon blev vald av läsarna i herrtidningen FHM till "Världens sexigaste kvinna" 2009 och 2010.

## Diskografi som soloartist
Studioalbum
- 2009 – 3 Words
- 2010 – Messy Little Raindrops
- 2012 – A Million Lights
- 2014 – Only Human

EP
- 2010 – 3 Words – The B-Sides

Singlar
- 2008 – "Heartbreaker" / "Impatient" (will.i.am med Cheryl Cole)
- 2009 – "Fight for This Love" / "Didn't I"
- 2009 – "3 Words" (med will.i.am) / "Boys"
- 2010 – "Parachute" / "Just Let Me Go"
- 2010 – "Promise This" / "Promise This (Digital Dog Radio Edit)"
- 2010 – "The Flood" / "The Flood (Radio Edit)"
- 2012 – "Under The Sun"
- 2012 – "Call My Name"
- 2014 – "Crazy Stupid Love" (med Tinie Tempah)
- 2014 – "I Don't Care"
- 2015 – "Only Human"
- 2018 – "Love Made Me Do It"